# Beat Imhof
Pour les articles homonymes, voir Imhof.
Beat Imhof, né le 18 août 1954, est un coureur de fond suisse spécialisé en course en montagne. Il a remporté la CIME en 1986 et est champion suisse de course en montagne 1987.

## Biographie
Pratiquant le football durant sa jeunesse, Beat découvre le cross-country durant les années 1970 ainsi que la course militaire où il s'illustre lors de sa première saison en 1976. En 1977, il abandonne lors de la course militaire de Neuchâtel à un kilomètre de la ligne d'arrivée, victime d'une angine. Il décide d'arrêter la course à pied et se met au tennis. Il ne perd cependant pas de vue la course à pied et devient l'un des membres fondateurs du club de course à pied du Haut-Valais en 1978.
En 1983, il se rend à New York et prend part au célèbre marathon qu'il termine en 2 h 37 min 49 s. Ravivant sa flamme de la course à pied, il s'entraîne à nouveau lors de son retour en Suisse. Habitant Bettmeralp, il s'essaie tout naturellement la course en montagne, discipline dans laquelle il ne tarde pas à s'illustrer,.
Au cours d'une bonne saison 1985, il décroche sa sélection pour le premier Trophée mondial de course en montagne à San Vigilio di Marebbe. Il y effectue une solide course et termine meilleur Suisse en sixième position. Avec ses coéquipiers Hanspeter Näpflin huitième et Fritz Häni neuvième, il remporte la médaille d'argent au classement par équipes. Il conclut sa saison en décrochant la deuxième place de la Coupe internationale de la montagne (CIME), à seulement quatre points du champion, l'Autrichien Erich Amann.
Il connaît une excellente saison 1986. Le 29 juin, il s'élance en tant que favori sur la course Montreux-Les-Rochers-de-Naye. D'abord mené par le Portugais Luis Suárez, Beat reprend l'avantage en fin de course lorsque ce dernier craque et remporte sa deuxième victoire. Le 20 juillet, il s'élance au départ de la première édition de la course du glacier courue chez lui à Bettmeralp. Prenant l'avantage dès le départ, il distancie ses adversaires dès le premier kilomètre puis remporte la victoire au terme d'une course solitaire, devançant de plus d'une minute trente ses plus proches adversaires. Le 10 août, il effectue une course stratégique à Sierre-Zinal. Courant dans le peloton de poursuivants, il profite du coup de frein du leader Fabrizio Valentini, vainqueur en 1984, pour lancer son attaque et rattraper son retard sur l'Anglais Phil Makepiece alors en tête. Ce dernier s'impose au terme des 31 km et Beat décroche la deuxième marche du podium à deux minutes derrière. Une semaine plus tard, il survole littéralement la course Neirivue-Moléson pour s'imposer en 55 min 41 s, battant de plus de deux minutes l'Anglais Mike Short et améliorant le record du parcours. Le 5 octobre, il s'élance sur le parcours long du Trophée mondial de course en montagne à Sondrio. Livrant une solide prestation, il effectue une excellente remontée et parvient à battre de justesse l'Irlandais John Lenihan pour terminer au pied du podium. Il se pare à nouveau d'argent au classement par équipes,. Il conclut sa saison en s'imposant au classement général de la CIME. Grâce à sa quatrième place lors de la super-course à Oberstdorf, il prend l'avantage décisif devant le Français Serge Moro.
Poursuivant sur sa lancée, il entame sa saison 1987 en signant un nouveau record du parcours à la course de montagne de Gamperney. Il enchaîne avec une troisième victoire consécutive à Montreux-Les-Rochers-de-Naye et établissant le record du parcours en 1 h 27 min 25 s. Il pointe également en tête du classement du championnat suisse de course en montagne. Le 9 août, il prend un bon départ à Sierre-Zinal mais voit l'Américain Jay Johnson partir en tête sur un rythme élevé. En avance sur le temps record de Pablo Vigil, ce dernier finit par craquer, permettant à l'Algérien Mohamed Youkmane de prendre la tête. Voyant les difficultés de ce dernier dans les cailloux, Beat accélère en fin de course et remporte la victoire,. Lors du Trophée mondial de course en montagne à Lenzerheide, il livre une prestation moyenne. Fatigué d'enchaîner les courses, il ne parvient pas à faire mieux que onzième. Terminant la saison avec une modeste seizième place à Fully-Sorniot, il remporte le titre de champion suisse de course en montagne avec 23 points d'avance sur Daniel Oppliger.
Il connaît une baisse de régime en 1988 et aligne les résultats décevants. Pour tenter de retrouver un second souffle, il s'essaie aux longues distances et prend part au Swiss Alpine Marathon où il termine sixième.
Le 16 juillet 1989, il s'offre la victoire au cross du Mont-Blanc, établissant un nouveau record du parcours en 1 h 44 min 16 s.
Il s'oriente par la suite en vélo tout-terrain. Il connaît une bonne saison 1993. Il termine deuxième du Grand Raid derrière Zbigniew Krasniak et décroche le titre de champion suisse en cross-country en remportant toutes les manches du calendrier.
En février 2019, il est victime d'une avalanche lors d'une randonnée à ski sur le Bettmerhorn. Emportée par cette dernière, il s'en sort avec plusieurs fractures aux fémurs, hanches, bassin ainsi qu'à un bras.

## Palmarès

### Course en montagne
| no  | masculin           | Course                                                | Longueur | Départ            | Temps           |
| --- | ------------------ | ----------------------------------------------------- | -------- | ----------------- | --------------- |
| 5e  | 5e                 | Sierre-Zinal                                          | 31 km    | 12 août 1984      | 2 h 41 min 15 s |
| 1re | Médaille d'or      | Course Montreux-Les-Rochers-de-Naye                   | 18,8 km  | 30 juin 1985      | 1 h 28 min 52 s |
| 3e  | Médaille de bronze | Cross du Mont-Blanc                                   | 21 km    | 7 juillet 1985    | 1 h 46 min 53 s |
| 3e  | Médaille de bronze | Course du Cervin                                      | 12 km    | 14 juillet 1985   | 1 h 0 min 26 s  |
| 4e  | 4e                 | Sierre-Zinal                                          | 31 km    | 11 août 1985      | 2 h 37 min 20 s |
| 2e  | Médaille d'argent  | Neirivue-Moléson                                      | 12,2 km  | 18 août 1985      | 56 min 13 s     |
| 6e  | 6e                 | Trophée mondial de course en montagne - Parcours long | 14,6 km  | 23 septembre 1985 | 1 h 10 min 51 s |
| 2e  | Médaille d'argent  | Montée du Grand Ballon                                | 16 km    | 8 mai 1986        |                 |
| 1re | Médaille d'or      | Course Montreux-Les-Rochers-de-Naye                   | 18,8 km  | 29 juin 1986      | 1 h 29 min 27 s |
| 2e  | Médaille d'argent  | Course du Cervin                                      | 12 km    | 13 juillet 1986   | 59 min 42 s     |
| 1re | Médaille d'or      | Course du glacier                                     | 17,5 km  | 20 juillet 1986   | 1 h 14 min 8 s  |
| 2e  | Médaille d'argent  | Sierre-Zinal                                          | 31 km    | 10 août 1986      | 2 h 37 min 9 s  |
| 1re | Médaille d'or      | Neirivue-Moléson                                      | 12,2 km  | 17 août 1986      | 55 min 41 s     |
| 4e  | 4e                 | Trophée mondial de course en montagne - Parcours long | 15,05 km | 5 octobre 1986    | 1 h 3 min 11 s  |
| 1re | Médaille d'or      | Course de montagne de Gamperney                       | 8,1 km   | 31 mai 1987       | 42 min 48 s     |
| 1re | Médaille d'or      | Course Montreux-Les-Rochers-de-Naye                   | 18,8 km  | 28 juin 1987      | 1 h 27 min 25 s |
| 3e  | Médaille de bronze | Course de montagne du Danis                           | 12,9 km  | 5 juillet 1987    | 59 min 27 s     |
| 1re | Médaille d'or      | Course du glacier                                     | 17,5 km  | 19 juillet 1987   | 1 h 14 min 18 s |
| 1re | Médaille d'or      | Sierre-Zinal                                          | 31 km    | 9 août 1987       | 2 h 36 min 17 s |
| 3e  | Médaille de bronze | Course du Cervin                                      | 12 km    | 30 août 1987      | 1 h 0 min 0 s   |
| 2e  | Médaille d'argent  | Course Montreux-Les-Rochers-de-Naye                   | 18,8 km  | 26 juin 1988      | 1 h 27 min 25 s |
| 6e  | 6e                 | Swiss Alpine Marathon                                 | 67 km    | 30 juillet 1988   | 5 h 40 min 38 s |
| 3e  | Médaille de bronze | Die-Col de Rousset                                    | 16 km    | 7 mai 1989        | 1 h 15 min 58 s |
| 2e  | Médaille d'argent  | Course Montreux-Les-Rochers-de-Naye                   | 18,8 km  | 25 juin 1989      | 1 h 28 min 24 s |
| 1re | Médaille d'or      | Cross du Mont-Blanc                                   | 21 km    | 3 juillet 1989    | 1 h 44 min 16 s |
| 2e  | Médaille d'argent  | Course du glacier                                     | 17,5 km  | 16 juillet 1989   | 1 h 14 min 52 s |

### Route
| Année | Compétition            | Lieu       | Place | Épreuve  | Temps           |
| ----- | ---------------------- | ---------- | ----- | -------- | --------------- |
| 1986  | Marathon du Tessin     | Tenero     | 3e    | Marathon | 2 h 22 min 7 s  |
| 1989  | Marathon de Copenhague | Copenhague | 1er   | Marathon | 2 h 29 min 22 s |

## Records
| Épreuve  | Performance    | Date            | Lieu   |
| -------- | -------------- | --------------- | ------ |
| Marathon | 2 h 22 min 7 s | 9 novembre 1986 | Tenero |